# Nyamasheke (distrito)
Nyamasheke é um distrito da Província do Oeste, no Ruanda. Sua capital é a vila de Nyamasheke (Kagano).

## Setores
O distrito de Nyamasheke é dividido em 15 setores (imirenge): Rugarambuga, Bushekeri, Bushenge, Cyato, Gihombo, Kagano, Kanjongo, Karambi, Karengera, Kirimbi, Macuba, Nyabitekeri, Mahembe, Rangiro.